# 리서핀
리서핀(Reserpine)은 일반적으로 티아지드(Thiazide) 이뇨제 또는 혈관 확장제와 함께 고혈압 치료에 사용되는 전통적인 약물이다. 대규모 임상 시험에 따르면 리서핀과 티아지드 이뇨제를 병용하면 고혈압 환자의 사망률이 감소한다고 알려져있다. 1955년에 FDA에 의해 처음 승인된 이후 리서핀을 단독 약물로 사용하는 것이 줄어들었지만, 리뷰는 먼저 혈압을 충분히 낮추지 못한 환자들에게 리서핀과 티아지드 이뇨제 또는 혈관 확장제의 사용을 권장한다. 리서핀-히드로클로로티아지드(Hydrochlorothiazide, HCTZ) 콤보 알약은 2012년 기준 이용 가능한 43가지의 고혈압제 알약 중 17번째로 가장 많이 처방되었다.

## 길항제
항정신병약물로서의 리서핀은 할로페리돌의 역할처럼 도파민 기전과 관련하여 조현병의 억제에 관여하는 길항제로 작용을 한다.

## L도파
L-도파(L-DOPA)와는 반대로 AMPT는 도파민 생성에 억제역할을 하는 것으로 알려져있다.

## 같이 보기
- 효능제
- 조현병